# Marguerite Brésil

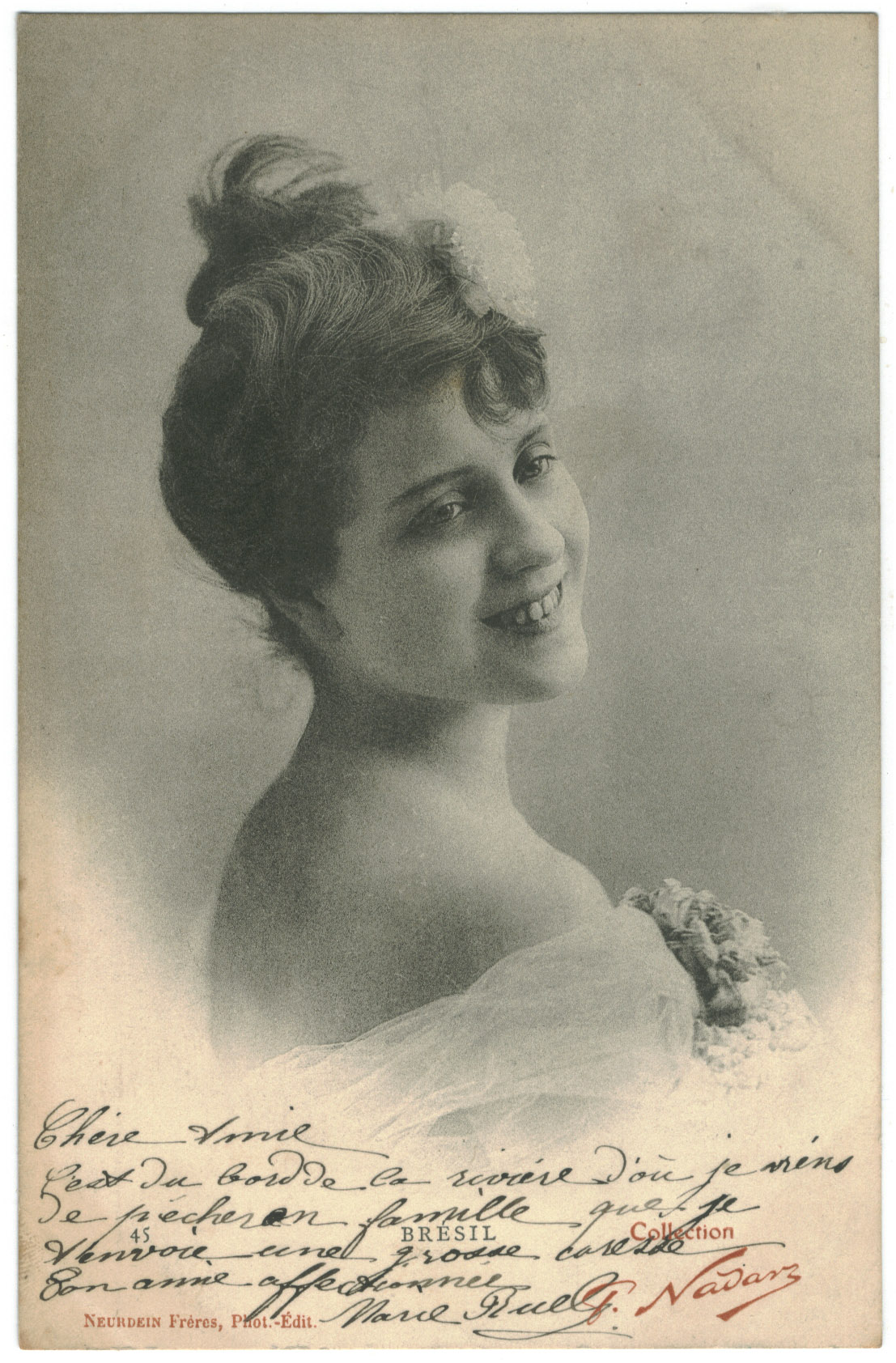
Foto de Marguerite Brésil por Félix Nadar.

Marguerite Brésil (20 de agosto de 1880 — 1º de fevereiro de 1961) foi uma atriz de palco francesa. Em 1899, estreou no palco em Paris em Petit Chagri. Ela atuou em todos os principais teatros de Paris e interpretou o papel principal em Zaza.
Fotos de Brésil apareceram nos cartões postais Belle Époque e ela popularizou o penteado Recamier.